# Colubotelson tattersalli
Colubotelson tattersalli är en kräftdjursart som först beskrevs av Mrs. Sheppard 1927.  Colubotelson tattersalli ingår i släktet Colubotelson och familjen Phreatoicidae. Inga underarter finns listade i Catalogue of Life.